# Neznělá bilabiální frikativa
Neznělá bilabiální frikativa je souhláska, vyskytující se v některých jazycích. V mezinárodní fonetické abecedě (IPA) se zapisuje řeckým písmenem fí.

## Charakteristika
- Způsob artikulace: třená souhláska (frikativa). Vytváří se pomocí úžiny (konstrikce), která se staví do proudu vzduchu, čímž vzniká šum - od toho též označení úžinová souhláska (konstriktiva).
- Místo artikulace: obouretná souhláska (bilabiála). Uzávěra se vytváří mezi oběma rty.
- Znělost: neznělá souhláska – při artikulaci jsou hlasivky v klidu.
- Ústní souhláska – vzduch prochází při artikulaci ústní dutinou.
- Středová souhláska – vzduch proudí převážně přes střed jazyka spíše než přes jeho boky.
- Pulmonická egresivní hláska – vzduch je při artikulaci vytlačován z plic.

## Výskyt
V češtině se nevyskytuje, do češtiny se většinou přepisuje jako f, kterému je poměrně podobné. Vyskytuje se v japonštině (přepisuje se jako f, například fuhai), ainštině, andaluské španělštině (např. ve slově los viejos), v turkmenštině (fabrik – továrna) a dalších jazycích.